# Acer middlegatei
Acer middlegatei é uma espécie de árvore do gênero Acer, pertencente à família Aceraceae.